# Psicologi per i Popoli
Psicologi per i popoli - Federazione è un'organizzazione italiana di volontariato professionale nell'ambito della psicologia dell'emergenza. 
È a disposizione del Dipartimento di protezione civile per l'assistenza alla popolazione in situazioni di disastri o calamità, ed i suoi membri hanno operato in numerosi interventi di soccorso internazionale e cooperazione umanitaria.
È composta prevalentemente da professionisti psicologi e psicoterapeuti formati specificatamente nel campo dell'emergenza, del trauma e delle tecniche di soccorso; le sue attività si sviluppano nell'ambito del volontariato nazionale ed internazionale, comprese la formazione dei soccorritori e l'intervento in situazioni di crisi ed emergenze umanitarie.
In Italia, ha avuto un ruolo strutturale nell'introduzione della psicologia dell'emergenza all'interno dei sistemi di soccorso, a livello sia operativo che istituzionale.

## Storia
Psicologi per i popoli è stata fondata nel 1999 da Luigi Ranzato, già presidente dell'Ordine nazionale degli psicologi, come associazione nazionale che riunisse gli esperti italiani di psicologia dell'emergenza e di psicotraumatologia disponibili a svolgere attività di volontariato in situazioni di crisi, in Italia o all'estero.
Ranzato aveva compiuto nel 1996 una missione di un anno in Ruanda con Medici con l'Africa Cuamm, dove era appena terminata la guerra civile ed il relativo genocidio. Lì fu responsabile del supporto psicosociale a 1.500 orfani di guerra. Al ritorno dall'esperienza Rwandese, a partire dal terremoto umbro-marchigiano, ed anche grazie al suo ruolo ordinistico, organizzò una specifica rete di professionisti psicologi che condividessero l'interesse scientifico-professionale per il settore, anche in collegamento con ordini professionali, enti del soccorso ed università.
Dopo alcune iniziative di settore dell'Ordine degli Psicologi, e la partecipazione dei primi gruppi di psicologi volontari all'intervento umanitario in Kosovo, nel 2003 fu fondata la Federazione nazionale Psicologi per i popoli.
Negli anni successivi sorsero diversi nuclei operativi, associazioni confederate e gruppi regionali in tutta Italia.
Su impulso dell'associazione, nel 2001 venne organizzato il primo corso universitario post lauream italiano in psicologia dell'emergenza, presso l'Università degli Studi di Padova.
Nel 2005, i rappresentanti di Psicologi per i popoli contribuirono alla redazione della cosiddetta "Direttiva Prodi", i "Criteri di Massima sugli interventi psico-sociali da attuare nelle catastrofi", l'attuale testo normativo nazionale di riferimento per gli interventi di psicologia dell'emergenza e psicotraumatologia nell'ambito della Protezione Civile.
Psicologi per i popoli, sotto il patrocinio del Dipartimento di protezione civile nazionale,  organizza annualmente uno dei più rilevanti eventi europei di psicologia dell'emergenza: il "Campo di Rovereto" ("Campo scuola di protezione civile degli Psicologi dell'emergenza"), con la partecipazione di oltre 350 specialisti italiani e stranieri.

## Organizzazione
Psicologi per i popoli è una federazione composta da 14 associazioni regionali/provinciali, e 2 ONLUS e ONG, finalizzate allo svolgimento di attività di cooperazione internazionale. Diversi gruppi regionali sono organizzati con squadre operative di psicologi dell'emergenza in pronta reperibilità, coordinate a livello nazionale. Nel 2016 si sono staccate dalla Federazione Psicologi per i Popoli Torino, Milano (poi diventata SPE), Regione Sicilia, Lodi, Campania e Bari&Bat, che oggi sono operative autonomamente all'interno delle Protezioni Civili regionali.
Iscritta all'Elenco nazionale delle OdV del Dipartimento di protezione civile, ha numerose convenzioni in atto con forze dell'ordine,  enti locali, gruppi di protezione civile, ANPAS e servizi di soccorso, a livello nazionale, regionale e provinciale.
Attualmente (2016) il Presidente Federale, eletto dall'Assemblea dei presidenti delle associazioni regionali e provinciali è DONATELLA GALLIANO, presidente di PXP Cuneo.

## Attività
Gruppi operativi, delegazioni e membri di Psicologi per i popoli hanno operato a vario titolo nell'ambito del supporto psicosociale di numerose azioni umanitarie e di soccorso:
- Genocidio Rwandese (1996)
- Missione Arcobaleno in Guerra del Kosovo (1999)
- Tsunami del Sud-Est Asiatico (2004-2005)
- Terremoto di Haiti del 2010

Suoi membri hanno inoltre cooperato all'estero in azioni di soccorso, ricostruzione e supporto psicosociale in El Salvador, Sri Lanka, Congo, Tunisia, Kenya, Sierra Leone; in Italia, convenzionati con diversi enti di soccorso nazionali, hanno operato in numerose emergenze nazionali (terremoto del Molise, alluvione della Valle d'Aosta, crolli di palazzi, evacuazioni per disinnesco bombe, esondazioni, incidenti stradali, ricerca persone scomparse, tragedie montane, etc.).

## Terremoto in Abruzzo
Psicologi per i popoli ha fornito la prima pedina operativa al Sistema nazionale di protezione civile durante il terremoto dell'Aquila del 2009. Squadre d'intervento di emergenza sono state proiettate nel teatro operativo già dalle prime ore dell'evento, e sono state poi distribuite in numerosi centri abitati dell'Abruzzo, dove hanno prestato assistenza alla popolazione coinvolta dal sisma (riconoscimento salme, supporto alle famiglie, assistenza alle fasce deboli della popolazione, istituzione di spazi di accoglienza per l'infanzia).
Nelle fasi successive, in accordo con il DPC e sempre in ottica emergenziale/post-emergenziale, le attività si sono sviluppate senza soluzione di continuità su decine di tendopoli, in direzione di interventi di psicologia di comunità, di sostegno alla ripresa dell'autonomia, di comunicazione del rischio, e della ricostruzione di una prospettiva di empowerment sociale nelle aree colpite dal sisma.